# Fraomario

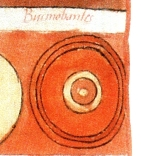
Simbolo dei Bucinobantes sugli scudi dell'antico esercito romano

Fraomario (fl. IV secolo) (latino: Fraomarius) fu per breve tempo il re dei Bucinobanti, una tribù alemannica, dal 370 al 371.

## Storia
Nel 370, l'imperatore romano Valentiniano I attaccò gli Alemanni con l'aiuto dei Burgundi, prendendo prigioniero il loro re Macriano. Fraomario venne insediato dai romani al suo posto, ma i Bucinobanti rifiutarono questa nomina e Macriano venne infine rilasciato. Dopo questi fatti i Bucinobanti fecero un patto di alleanza con Roma.

## Fonti
- Dieter Geuenich, Geschichte der Alemannen, Verlag Kohlhammer: Stuttgart, 2004, ISBN 3170182277